# کامپوسانتو
کامپوسانتو (به ایتالیایی: Camposanto) یک کومونه در ایتالیا است که در استان مودنا واقع شده‌است.

## خصوصیات
کامپوسانتو ۲۲٫۷ کیلومترمربع مساحت و ۳٬۲۱۸ نفر جمعیت دارد.